# Heliotropium toratense
Heliotropium toratense är en strävbladig växtart som beskrevs av Ivan Murray Johnston. Heliotropium toratense ingår i Heliotropsläktet som ingår i familjen strävbladiga växter. Inga underarter finns listade i Catalogue of Life.